# زوراب پولولیکاشویلی
زوراب پولولیکاشویلی (به گرجی: ზურაბ პოლოლიკაშვილი)؛ (زادهٔ ۱۲ ژانویهٔ ۱۹۷۷) یک دیپلمات و سیاستمدار اهل گرجستان است. وی هم اکنون به عنوان دبیرکل سازمان جهانی جهانگردی فعالیت می کند. از سال ۲۰۰۵ تا ۲۰۰۹ معاون اول وزیر امور خارجه گرجستان بود و به عنوان سفیر گرجستان در اسپانیا، مراکش، الجزایر و آندورا خدمت کرده است. پولولیکاشویلی به زبان‌های گرجی، اسپانیایی، انگلیسی، روسی، فرانسوی، ژاپنی و لهستانی سخن می‌گوید.